# Flavona
Flavonas são metabólitos secundários da classe dos flavonóides, assim como demais derivados similares, como flavanonas, flavonóis, diidroflavonóis. Possuem ligação dupla entre C2-C3 e nenhum grupamento hidroxila no C3.
| Grupo                                                   | Esqueleto                                | Esqueleto         | Esqueleto         | Esqueleto          | Exemplos                                                                           |
| Grupo                                                   | Descrição                                | Grupos Funcionais | Grupos Funcionais | Fórmula estrutural | Exemplos                                                                           |
| Grupo                                                   | Descrição                                | 3-hidroxi         | 2,3-diidro        | Fórmula estrutural | Exemplos                                                                           |
| ------------------------------------------------------- | ---------------------------------------- | ----------------- | ----------------- | ------------------ | ---------------------------------------------------------------------------------- |
| Flavonas                                                | 2-fenilcromen-4-ona                      |                   |                   |                    | Luteolina, Apigenina, Tangeritina                                                  |
| Flavonóis ou 3-hidroxiflavonas                          | 3-hidroxi-2-fenilcromen-4-ona            |                   |                   |                    | Quercetina, Kaempferol, Miricetina, Fisetina, Isorhamnetina, Pachipodol, Ramnazina |
| Flavanonas                                              | 2,3-diidro-2-fenilcromen-4-ona           |                   |                   |                    | Hesperetina, Naringenina, Eriodictiol, Homoeriodictiol                             |
| Flavanonóis ou 3-Hidroxiflavanona ou 2,3-diidroflavonol | 3-hidroxi-2,3-diidro-2-fenilcromen-4-ona |                   |                   |                    | Taxifolina (or Dihidroquercetina), Dihidrokaempferol                               |